# Austin Herrera Davis
Austin Herrera Davis is een Amerikaans acteur. Hij heeft rollen gehad in onder andere iCarly, Passions en Wolves in the Woods.

## Filmografie
- iCarly (2007)
- Wolves in the Woods (2006)
- Akeelah and the Bee (2006)
- Passions (2005)
- Sharkskin 6 (2005)
- What Should You Do? (2003)
- Mike's Kids (2003)